# كاثوليك عبرانيون
الكاثوليك العبرانيون (بالعبرية: עִבְרִים קָתוֹלִים؛ باللاتينية: Ivrím Qatholím) هي حركة كاثوليكية يَتّكون أتباعها من اليهود المتحولين إلى الكنيسة الرومانية الكاثوليكية. وقد صاغ هذه العبارة الكاهن الياس فريدمان عام 1987، وهو متنصّر من خلفية يهودية.
الحركة تُبقي على التقاليد اليهودية في ضوء المذهب الكاثوليكي وهي تؤمن بالعقائد الكاثوليكية بشكل كامل وهي بتواصل كامل مع الفاتيكان. النقطة الوحيدة التي تتمايز فيها الحركة هي في الممارسات الطقسية. على سبيل المثال، قد يختلف تقويمهم الطقسي مع الكاثوليك أتباع الطقس اللاتيني ويكمن ذلك في الاحتفاظ بالاحتفال في الأعياد اليهودية مثل الاحتفال في عيد الفصح، وروش هاشناه، وعيد الأسابيع وغيرها، وحتى ارتداء ملابس يهودية تقليدية مثل الكيباه، والتاليت والتيفيلين استخدام الميزوزت والحفاظ على العديد من الميتزفة كدليل على الحفاظ على تراثهم، والحفاظ على التقاليد اليهودية مثل ختان الطفل اليوم الثامن ويوم السبت. تظل هذه الأعياد اليهودية والممارسات، حيث لا تتعارض مع المذهب الكاثوليكي، لأسباب عرقية، بقدر احتفال الأمريكيين من أصل أيرلندي بيوم القديس باتريك.
الحركة ليست مجموعة طائفية مستقلة داخل الكنيسة الرومانية الكاثوليكية، ولا هي حركة انشقاقية خارجها. يتواجد الكاثوليك العبرانيون اليوم في مختلف أنحاء العالم وبشكل خاص في إسرائيل والولايات المتحدة والتي تحويان أكبر تجمع كاثوليكي-عبري، إلى جانب فرنسا وإسبانيا والبرتغال وإيطاليا وبلجيكا، إلى جانب أمريكا اللاتينية وخاصًة في كل من الأرجنتين، (والتي يعيش فيها 64,000 كاثوليكي يهودي) والمكسيك، وفنزويلا، وكولومبيا، بالإضافة إلى كندا وأستراليا. ولدى الجماعة الكاثوليكية الناطقة بالعبرية في إسرائيل نائب بطريركي مركزه في القدس.
يجب أن لا يتم الخلط بين الكاثوليك العبرانيين مع اليهود المسيانيين، وهي حركة بروتستانتية مستقلة تؤكد على العنصر «اليهودي» في الإيمان المسيحي ويتكون أتباعها من اليهود المؤمنين بالمسيح. الكاثوليك العبرانيون هم في شركة كاملة مع الفاتيكان وليست حركة مستقلة.

## معتقدات
يشترك الكاثوليك العبرانيين في عقائد الإيمان الكاثوليكي وهم في تواصل كامل مع أسقف روما بابا الفاتيكان. النقطة التي تتمايز في هذه المجموعة تكمن في الممارسات الطقسيّة لا في المعتقدات. على سبيل المثال، تقويمهم الليتورجي قد تختلف عن التقويم الليتورجي المتبع في الكنيسة الرومانية الكاثوليكية. يحافظ الكاثوليكي العبرانيين على الاحتفال في الأعياد اليهودية مثل الاحتفال في عيد الفصح، روش هاشناه، عيد الأسابيع وغيرها، وحتى ارتداء ملابس يهودية تقليدية مثل الكيباه، والتاليت والتيفيلين واستخدام الميزوزت والحفاظ على العديد من الميتزفة كدليل على الحفاظ على تراثهم، والحفاظ على التقاليد اليهودية مثل ختان الطفل اليوم الثامن ويوم السبت.
لا ينبغي الخلط بين الكاثوليك العبريين واليهود المسيانيين، الذين ينتمون إلى طوائف يهودية مسيحية مستقلة، وكثير منهم من البروتستانت الإنجيليين والمحافظين على قدسية السبت، ومثل بعض العبرانيين الكاثوليك، يحتفل بعض أعضاء اليهودية المسيانية أيضًا بالأيام المقدسة اليهودية ويؤكدون على العناصر اليهودية داخل المسيحية. وفي حين أن بعض أشكال الهوية الكنسية والطقوسية قد أُثيرت من قبل بعض العبرانيين الكاثوليك قبل عام 2009، فإن البابا بنديكتوس السادس عشر في الدستور الرسولي Anglicanorum Coetibus قد طرح اقتراحات بأن المتغيرات الشخصية يمكن أن تكون مناسبة أيضًا لمجموعات أخرى، مثل العبرانيين الكاثوليك، الذين يرغبون في الحفاظ على تقاليدهم والهوية الخاصة بهم داخل الكنيسة الكاثوليكية.

## تاريخ
الكاثوليك العبرانيين هم في الغالب من أصول يهودية. بعضهم من اليهود المتحولين إلى الكاثوليكية؛ وبعضهم أبناء أجيال تحولت للكاثوليكية في السابق. في إسرائيل يعتبر أغلب لكاثوليك العبرانيين من المتحولين للمسيحية ويتحدثون اللغة العبرية كلغة أولى. إلى جانب عدد من العمال الأجانب من الكاثوليك، الذين ولدوا وترعرعوا في إسرائيل، وتعتبر اللغة العبرية لغتهم الأولى. ضمن بطريركية القدس اللاتينية هناك كنيسة كاثوليكية لاتينية ناطقة باللغة العبرية ومقيمة في إسرائيل، موكلة إلى عناية نائب بطريركي هو الأب دايفيد نيوهاوس. يوجد أيضًا جمعيات للكاثوليك العبرانيين الناطقين في اللغة الإنجليزية والفرنسية والإسبانية.
يتواجد الكاثوليك العبرانيون اليوم في مختلف أنحاء العالم وبشكل خاص في إسرائيل والولايات المتحدة والتي تحويان أكبر تجمع كاثوليكي-عبري، وفرنسا، وإسبانيا، والبرتغال، وإيطاليا، وبلجيكا، وأمريكا اللاتينية وخاصًة في كل من الأرجنتين، (والتي يعيش فيها 64,000 كاثوليكي يهودي) والمكسيك، وفنزويلا، وكولومبيا، وكندا وأستراليا ونيوزيلاندا. ولدى الجماعة الكاثوليكية الناطقة بالعبرية في إسرائيل نائب بطريركي مركزه في القدس. وفقًا لديفيد موس، الرئيس الحالي لرابطة العبرانيين الكاثوليك، بلغ أعداد الرابطة حوالي 10,000 عضو في عام 2000.
الكاثوليك العبرانيين هم في تواصل كامل مع أسقف روما وليست حركة مستقلة، وقد يكونوا ليبراليين أو تقليديين. على الرغم من حفاظ الكاثوليك العبرانيين على تراثهم وهويتهم قبل عام 2009، الّا أن البابا بندكت السادس عشر في الدستور الرسولي إقترح على حق المجموعات الأخرى، مثل الكاثوليك العبرانيين، الذين يرغبون في الحفاظ على هويتهم داخل الكنيسة الكاثوليكية.

## أعلام الكاثوليك العبرانيون

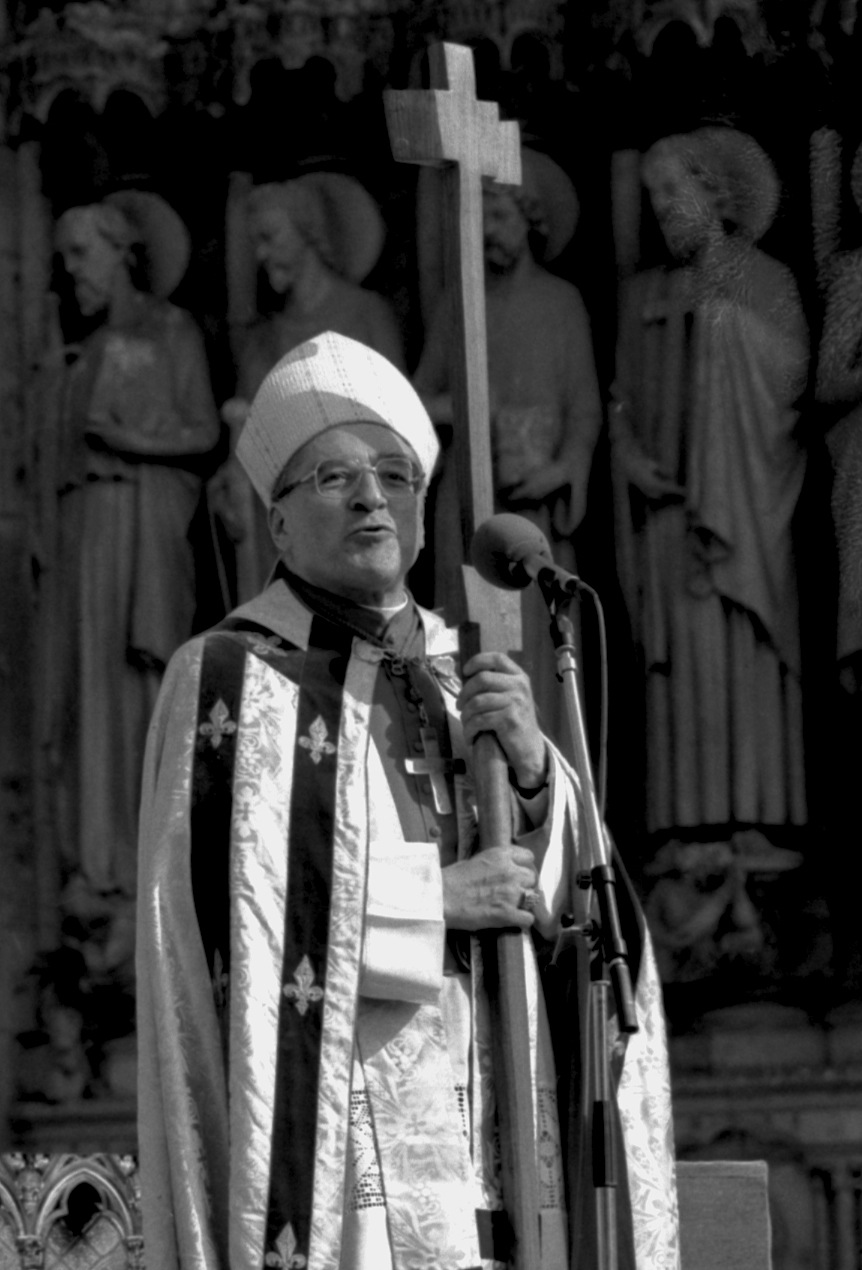
الكاردينال جان ماري لوتسجر.

### صابرا
- القديس أنجيلوس من القدس ولد لأسرة يهودية في مدينة القدس.

### سفارديم
عقب حروب الاسترداد أجبر العديد من اليهود السفارديم على التحول للمسيحية قابله أيضًا تحول طوعي للمسيحية، اليوم حوالي 19.3% من الإسبان الكاثوليك هم سليلي أسر يهودية سفاردية تحولت للمسيحية.
- القديس يوحنا الافيلي: ولد لأسرة يهودية ثرية تحولت إلى المسيحية.[10]
- القديسة تريزا الافيلية.[11]
- القديس يوحنا الصليب: ولد لأسرة يهودية تحولت إلى المسيحية عقب استرداد إسبانيا.[12][13]
- المونسنيور بابلو دي سانتا ماريا: ولد لأسرة يهودية وتسمى سليمان هاليفي.
- فراي لويس دي ليون: الشاعر، إنساني ومترجم.
- الأب بينيتو أرياس مونتانو: الكاهن، الكاتب، المترجم متعدد اللغات.
- لويس كارفاخال ذ دي لا كويفا.

### أشكناز
- نوستراداموس: ولد لأسرة اليهودية تحولت العقيدة الكاثوليكية.[14]
- إديت شتاين: كانت فيلسوفة وراهبة كاثوليكية يهودية الأصل، تعتبرها الكنيسة الكاثوليكية شهيدة وقديسة.
- يعقوب فرانك.
- جرتي كوري: عالمة كيمياء حيوية وحائزة على  جائزة نوبل في الطب لعام 1947.[15]
- جورج هيفيشي: ولد لأسرة يهودية ثرية تحولت للكاثوليكية، وهو حائز على جائزة نوبل في الكيمياء.[16][17]
- جون تشارلس بولانيي: عالم كيميائي وفيزيائي كندي ولد في ألمانيا لعائلة يهودية تحولت للكاثوليكية من أصل مجري. وتحصل سنة 1986 على جائزة نوبل في الكيمياء.[18]
- جون فون نيومان: هو رياضي أمريكي هنغاري المولد لعائلة يهودية، قدم مساهمات واسعة وهامة في كثير من المجالات، ويعتبر من أهم علماء الرياضيات في التاريخ الحديث.
- سيمون فايل: فيلسوفة فرنسية. تُعتبَر سيمون فايل من أهم فلاسفة القرن العشرين. وهي أخت عالِم الرياضيات أندريه فايل.
- الأب هيرمان كوهين.
- الأب يعقوب ليبرمان.
- ألفونس ماري راتيسبون مؤسس جماعة السيدة العذراء سيون، ولد لأسرة يهودية ثرية.
- تيودور راتيسبون شقيق ألفونس ماري راتيسبون وهو مؤسس رهبنة نوتر دام دى سيون.
- الكاردينال جان ماري لوتسجر: رئيس اساقفة باريس.
- الياس فريدمان.
- روزا شتاين.
- أوجينيو زوللي كان حاخام.
- برونو هوسار: مؤسس نفيه شالوم - واحة السلام.
- ديفيد غولدشتاين
- روي شومان: وهو أستاذ في جامعة هارفارد.

## مواقع خارجية
- الكاثوليك العبرانيون في إسرائيل، بي بي سي
- Hebrew Speaking Catholic Vicariate in Israel (Hebrew, English, French and Russian)
- The Association of Hebrew Catholics
- Catholics for Israel: Catholics for Israel and Catholics in Israel committed in fostering dialog and friendship between Jews and Catholics
- Hebrew speaking Catholics in Israel (Hebrew) Portal Notzri Qatholi